# Paula Wessely
Paula Wessely (ur. 20 stycznia 1907 w Wiedniu, zm. 11 maja 2000 tamże) – austriacka aktorka filmowa. Grała główną rolę w antypolskim filmie z 1941 roku Heimkehr. Jej nazwisko figurowało na Gottbegnadeten-Liste (Lista obdarzonych łaską Bożą w III Rzeszy).

## Filmografia
- Maskarada jako Leopoldine Dur (1934)
- So Ended a Great Love (1934)
- Episode (1935) jako Valerie Gartner
- Harvest (1936)
- Such Great Foolishness (1937)
- Mirror of Life (1938)
- Maria Ilona (1939)
- Heimkehr (1941)
- Anioł z puzonem jako Henriette Stein (1948)
- Cordula (1950)
- Maria Theresa (1951)
- Weg in die Vergangenheit jako Gabriele Gartner (1954)
- Different from You and Me (1957)
- Anders als Du und ich jako Christa Teichmann (1957)
- Die unvollkommene Ehe (1959)
- Jedermann (1961)

## Nagrody
Za rolę Valerie Gartner w filmie Episode (1935) została uhonorowana Pucharem Volpiego dla najlepszej aktorki na 3. MFF w Wenecji.